# Șico Aranov
Șico Aranov (n. 10 aprilie 1905, Tatarbunar, ținutul Akkerman, Imperiul țarist –  d. 28 noiembrie 1969, Chișinău, RSSM) a fost un dirijor sovietic moldovean.

## Biografie
A absolvit școala reală din Chilia (1913-1927). Apoi urmează Academia regală de Artă Dramatică din București (1930-1935). În anii 1930-1940 cântă cu diferite formații instrumentale din București (în spectacolele de revistă de la cinematografele „Capitoliu”, „Trianon”, „Regal”, „City” și „Corso”). A fost dirijor și director artistic al Orchestrei de jazz „Bucuria” din Chișinău (1953-1963, 1967-1969); dirijor al orchestrei Ansamblului de dansuri populare „Joc” (1948-1956) și al orchestrei de muzică populară și de estradă a Radioteleviziunii (1964-1965) din Chișinău. Artist al poporului din RSS Moldovenească (1953). 
A înregistrat la Radio Chișinău lucrări de: V. Vilinciuc, Dumitru Gheorghiță, T. Marin, O. Negruța, A. Ranga, D. Fedov, Zlata Tcaci, Eugeniu Doga și P. Șerban.